# Janne Knuda
Jan Knutsson, känd under artistnamnet Janne Knuda, född 29 november 1949 i Linköping, är en svensk basist och kompgitarrist som sedan 1975 spelar i Pedalens Pågar (som ursprungligen hette Pågarna). Bandet startades av Knuda (som bland annat var med att bilda den grupp som senare skulle bli The Stranglers) tillsammans med Kal P. Dal efter att Knuda hade kommit tillbaka till Skåne och Lund, efter en tids vistelse i England.
Pågarna fungerade som Kal P. Dals kompband under dennes musikkarriär (1977-85) men spelar idag fortfarande under namnet Pedalens Pågar. Janne Knuda är idag den enda ursprungliga medlemmen som fortfarande är med i bandet.